# Doris Mable Cochran
Pour les articles homonymes, voir Cochran.
Doris Mable Cochran est une herpétologiste américaine, née le 18 mai 1898 à North Girard (Pennsylvanie) et morte le 22 mai 1968 à Hyattsville (Maryland).

## Biographie
Elle étudie à l’université George Washington où elle obtient son Bachelor of Arts en 1920 et son Master of Sciences en 1921. Durant ses études, elle commence à collaborer avec l’U.S. National Museum of Natural History où elle succède à Frank Nelson Blanchard (1888-1937). Elle assume la responsabilité des collections herpétologiques, leur conservateur officiel, Leonhard Hess Stejneger (1851-1943) étant lourdement occupé par des tâches administratives. Elle n’assumera officiellement la fonction de conservatrice qu’après la mort de Stejneger. Elle obtient son doctorat en 1933 à l’université du Maryland. C’est une spécialiste de la faune néotropicale et décrit plus d’une centaine de taxons dans près de cent publications. Outre ses travaux scientifiques, elle fait paraître de nombreuses publications de vulgarisation.

## Liste partielle des publications[2]
- 1930 : Cold-blooded vertebrates (Smithsonian institution, New York) – réédition en 1934, en 1943, en 1944.
- 1934 : Herpetological collections from the West Indies, made by Dr. Paul Bartsch under the Walter Rathbone Bacon scholarship, 1928-1930 (Smithsonian institution, New York).
- 1935 : The skeletal musculature of the blue crab, Callinectes sapidus Rathbun (Smithsonian institution, New York).
- 1941 : The herpetology of Hispaniola (U.S. Govt. print. off., Washington).
- 1955 :  Frogs of southeastern Brazil (Smithsonian Institution, Washington).
- 1961 : Living amphibians of the world (Doubleday, Garden City, N.Y.).
- 1961 : Type specimens of reptiles and amphibians in the U.S. National Museum (Washington).
- 1970 : avec Coleman Jett Goin (1911-1986) The new field book of reptiles and amphibians; more than 200 photographs and diagrams (Putman, New York).

## Note
1. ↑  « https://siarchives.si.edu/collections/siris_arc_217308 » (consulté le 10 septembre 2017)
2. ↑  Cette liste a été constituée par la consultation de la Library of Congress.

## Source
- Kraig Adler (1989). Contributions to the History of Herpetology, Society for the study of amphibians and reptiles : 202 p.  (ISBN 0-916984-19-2)